# 鮑防
鮑 防（ほう ぼう、722年 - 790年）は、唐代の官僚・軍人・詩人。字は子慎。本貫は襄州襄陽県。

## 経歴
唐昌県丞の鮑思温の子として生まれた。幼くして父を失い、貧苦の中にあったが、志篤くして学問を好み、文章を作るのを得意とした。詩を最も得意とし、中書舎人の謝良弼と仲が良く、当時に鮑謝と号された。天宝末年、進士に及第し、太子正字に任じられた。浙東観察使の薛兼訓の下で従事となり、節度使の属僚を歴任した。入朝して職方員外郎となった。大暦11年（776年）、河東節度使の薛兼訓が太原で病にかかると、鮑防は太原少尹・河東節度行軍司馬に転じた。まもなく河東節度留後となった。大暦13年（778年）、回紇と陽曲で戦って敗れた。入朝して御史大夫となり、福建・江西観察使を歴任した。長安に召し出されて左散騎常侍の位を受けた。建中4年（783年）、徳宗に従って奉天に避難し、礼部侍郎に任じられ、東海郡公に封じられた。京兆尹に任じられ、右武衛上将軍に上った。ほどなく工部尚書に転じて致仕した。
貞元6年（790年）8月、洛陽の私邸で死去した。享年は69。太子少保の位を追贈された。諡は宣といった。

## 伝記資料
- 『旧唐書』巻146 列伝第96
- 『新唐書』巻159 列伝第84
- 鮑防碑